# Montsant (Gebirge)
Die Serra de Montsant ist ein Gebirgszug in der Comarca Priorat der autonomen Gemeinschaft Katalonien (Spanien) und ist Teil des katalanischen Vorküstengebirges. An den Hängen des Gebirges liegt das Weinbaugebiet Montsant.

## Lage
Das Massiv liegt zwischen dem Fluss Siurana und dem Fluss Montsant. Es bedeckt eine Fläche von 135 km² und hat von Nordost nach Südwest eine Ausdehnung von 17 Kilometern.

## Geologie
Der Höhenzug ist im Südosten steil ansteigend, schroff und felsig und hat mehrere Gipfel von über 1000 Metern. Die höchste Erhebung ist der Roca Corbatera (1163 Meter). Im sanft abfallenden Nordwesten haben zahlreiche kleine Flüsschen, bevor sie in den Fluss Montsant münden, tiefe Täler gebildet. In der karstigen Landschaft gibt es zahlreiche Höhlen.

## Parc Natural del Montsant
2002 wurde in einem Teil des Gebirgszuges ein Naturpark mit einer Ausdehnung von 9242 ha eingerichtet.

## Vegetation
In den trockenen felsigen Gebieten dominiert eine niedere Vegetation aus Kräutern und Sträuchern mit einzelnen Kiefern. Im Südwesten ist die Vegetation dichter und besteht aus Haselnusssträuchern, Stechpalmen und Eiben. An den Ufern der Flüsschen gibt es Pappeln, Eschen und Weiden.

## Fauna
Viele seltene Arten von Säugetieren wie Wildkatze, Luchs, Marder und Greifvögel wie Wanderfalke, Habichtsadler und Steinadler sind hier beheimatet. Auch gibt es viele Arten von Vögeln, Amphibien und Echsen.